# Aeropuerto de Novi Sad

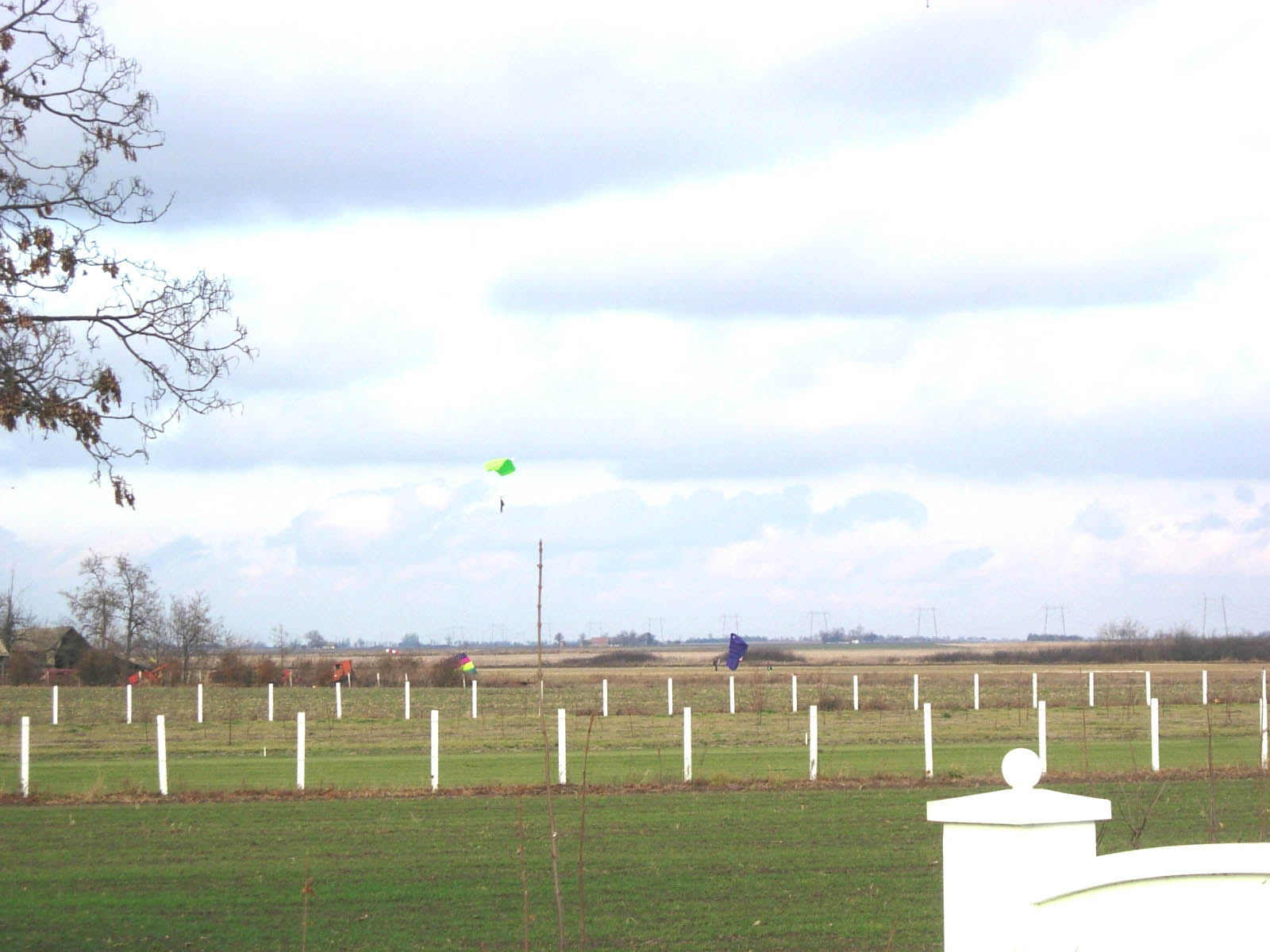
Paracaidistas sobre el aeropuerto Čenej.

El Aeropuerto de Novi Sad (conocido localmente como Аеродром Ченеј / Aerodrom Čenej) (IATA: QND, OACI: LYNS) está ubicado cerca del pueblo de Čenej en Serbia, por lo que también es localmente conocido como Aeropuerto de Čenej. 
Se encuentra a 16 km al norte de la ciudad de Novi Sad, al este de la carretera Belgrado-Horgoš. La instalación es utilizada frecuentemente con carácter deportivo o agrícola. 
La idea de construir un aeropuerto en este lugar no es nueva. En 1994 comenzó la construcción de una torre de control, que todavía no ha sido completada. También está planeada una pista de 2500 metros de asfalto capaz de dar cabida a aviones de 70 a 80 asientos. El corredor aéreo sobre Novi Sad cuenta con unos ochocientos movimientos diarios, de los cuales cincuenta son vuelos ejecutivos.
Los datos meteorológicos de los últimos veinte años muestran la poca incidencia de la niebla en la zona cada año.

## Historia
El sábado 22 de mayo de 2004, un Let L-410UVP-E Turbolet con veinte pasajeros a bordo, que había partido del Aeropuerto de Tivat, aterrizó en el aeropuerto. El avión pertenecía a Di Air, una aerolínea montenegrina. Se trataba de un vuelo promocional para mostrar el interés en desarrollar este aeropuerto en el futuro.